# Міністерство внутрішніх справ Естонії
Міністе́рство вну́трішніх справ Есто́нії, МВС Естонії (ест. Siseministeerium) — центральний орган виконавчої влади, діяльність якого спрямовується і координується Урядом Естонії.
МВС Естонії займається питаннями формування та реалізації державної політики у сфері захисту прав і свобод громадян, інтересів суспільства і держави від протиправних посягань, ведення боротьби зі злочинністю, охорони громадського порядку, забезпечення громадської безпеки, безпеки дорожнього руху, охорони та оборони особливо важливих державних об'єктів, міністерство, також, відповідальне за усунення кризових ситуацій, організацію функцій прикордонної охорони, питань громадянства та міграції.
Міністерство внутрішніх справ є найбільшою державною установою в Естонії, яка налічує понад 8 000 осіб наявного складу і 200 працівників самого міністерства.
З 18 липня 2022 року міністром внутрішніх справ Естонії є Лаурі Лаанемец.

## Історія
Перші письмові акти міністерства внутрішніх справ Естонії датовані 13 листопада 1918 року. До грудня того ж року первісна структуру міністерства затвердили.
1 липня 1929 року Міністерство внутрішніх справ об'єднали з Міністерством юстиції й заснували спільну канцелярію міністра. 1 квітня 1934 року Міністерство юстиції та Міністерство внутрішніх справ знову розділили. Після окупації Естонії 6 серпня 1940 року, міністерство внутрішніх справ Естонії замінили спочатку на наркомат внутрішніх справ, а потім на Міністерство внутрішніх справ Естонської РСР.

## Керівництво
Керівництво міністерства внутрішніх справ Естонії:

### Центральне керівництво
- Міністр внутрішніх справ — Лаурі Лаанемец[en]
- Канцлер — Тармо Мііліц[4]

### Заступники
- Заступник міністра з питань національної безпеки, правоохоронної та міграційної політики — Вейко Коммусаар
- Заступник міністра з питань населення, громадянського суспільства і сімейної політики — Райво Кют
- Заступник міністра з питань рятувальної політики — Віола Мерд
- Заступник міністра з питань активів, планування та технологій — Пірет Ліллевалі

## Функції керівництва

### Міністр внутрішніх справ
Міністр внутрішніх справ є членом уряду, який керує внутрішньою безпекою країни. Він організовує роботу міністерства внутрішніх справ та ухвалює рішення з питань, що належать до сфери діяльності міністерства. Крім того, міністр звітує перед урядом про діяльність міністерства внутрішніх справ і вносить пропозиції щодо розв'язання питань, що стосуються сфери діяльності міністерства.
Міністр внутрішніх справ надає уряду пропозиції щодо бюджету міністерства, і за необхідності — додаткового бюджету. Він також ухвалює рішення про використання бюджетних ресурсів та контролює виконання бюджету. На підставі державного бюджету міністр також затверджує бюджети державних органів, які належать до сфери управління міністерства.
Міністр внутрішніх справ ухвалює рішення про формування державних установ, що перебувають у підпорядкуванні міністерства, і затверджує їхній статут, структуру та організацію роботи.

### Канцлер
Канцлер керує роботою структурних підрозділів міністерства та координує діяльність державних органів у сфері управління міністерства внутрішніх справ Естонії.

## Структура
До апарату міністерства входять:

Структура Міністерства внутрішніх справ Естонії

- Департамент з питань громадяського суспільства та адаптаційної політики
- Департамент з питань демографічної та сімейної політики
- Департамент з питань Європейського союзу і зовнішніх зв'язків
- Департамент з питань зовнішніх ресурсів
- Департамент з питань кадрової політики
- Департамент з питань комунікації
- Департамент з питань моніторингу інформації
- Департамент з питань моніторингу суспільства
- Департамент з питань політики порятунку і кризового управління,
- Департамент з питань правоохоронної та кримінальної політики
- Департамент з питань прикордонної політики
- Департамент з питань релігії
- Департамент з питань стратегії
- Департамент з питань управління активами
- Департамент з питань управління внутрішньою безпекою
- Департамент з питань управління інформацією
- Департамент з питань фінансів
- Департамент з питань цивільної та міграційної політики
- Департамент з питань юриспруденції

## Функції МВС Естонії
- Забезпечення громадського порядку та внутрішньої безпеки
- Регулювання антикризових і рятувальних робіт
- Охорона і захист державного кордону і забезпечення прикордонного режиму
- Координація питань громадянства і міграції
- Формування демографічної та сімейної політики
- Підтримка естонських громад і об'єднань за кордоном
- Підтримка розвитку громадянського суспільства, а також волонтерства та релігійних об'єднань.